# Trois filles, trois mariages, un tour du monde !
Pour plus de détails, voir Fiche technique et Distribution.
Trois filles, trois mariages, un tour du monde ! (Wedding Daze) est un téléfilm américain réalisé par Georg Stanford Brown et diffusé le 4 septembre 2004 sur Hallmark Channel.

## Synopsis
Un homme, Jack, et sa femme, Audrey, âgés de 60 ans, veulent profiter de leur retraite. De leurs trois filles, seule Dahlia est encore avec eux. Nora, mannequin, est installée à Rome et Teri, jeune cadre, vit à proximité avec son petit ami. Jack et Audrey Landry s'apprêtent à faire une croisière autour du monde quand Nora, blessée dans un accident de voiture, revient de Rome avec une jambe dans le plâtre. Elle est bientôt suivie par Teri, qui vient de trouver son petit ami dans les bras d'une autre. Les parents sont ravis de voir à nouveau la famille réunie, mais les événements se précipitent. Leurs trois filles leur annoncent en même temps qu'elles vont se marier. Il faut tout organiser : adieu les vacances.

## Fiche technique
- Titre français : Trois filles, trois mariages, un tour du monde !
- Réalisation : Georg Stanford Brown
- Scénario : Marc Hershon
- Producteurs exécutifs : Robert Halmi Sr. et Larry Levinson
- Produit par : Hallmark Entertainment et MAT IV
- Directeur de la photographie : Dane Peterson
- Décors : Eric Weiler
- Montage : Thomas A. Krueger
- Costumes : Carlie Tracey
- Casting : Penny Perry
- Musique : Roger Bellon
- Pays d'origine :  États-Unis
- Langue originale : anglais
- Format : couleur
- Genre : comédie
- Durée : 88 minutes

## Distribution
Sauf indication contraire, les informations mentionnées dans cette section peuvent être confirmées par la base de données cinématographiques IMDb,  présente dans la section « Liens externes ».
- John Larroquette (VF : Philippe Ogouz) : Jack Landry
- Karen Valentine (VF : Christiane Delaroche) : Audrey Landry
- French Stewart : Nathan Bennett IV
- Marina Black (VF : Julie Dumas) : Nora Landry
- Kelly Overton (VF : Caroline Victoria) : Dahlia Landry
- Jaime Ray Newman (VF : Delphine Rivière) : Teri Landry
- Sebastian Tillinger (VF : Christophe Lemoine) : Sam Reilly
- James Waterston (VF : Sébastien Desjours) : Lyle Mills
- Justin Baldoni (VF : Xavier Fagnon) : Guillermo Valerio
- Barry Livingston (VF : Hubert Drac) : Dr Keck
- Marc Hershon (VF : Jean-Luc Kayser) : Jake
- Robert Trebor : Rabbi Feldman
- Jill Jaress : Mavine
- Larry Anderson (VF : Jean-Luc Kayser) : M. Littman
- Lee Burns (VF : Constantin Pappas) : M. Stroder
- Barbara Niven : une journaliste
- Grace Levinson : Teri jeune
- Bryan Chesters (VF : Constantin Pappas) : le conducteur du van
- Jason Dohring : Font (non crédité)

 Source et légende : version française (VF) sur RS Doublage et selon le carton du doublage français télévisuel.